# Lüthold II. von Rötteln (Dompropst)

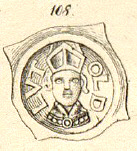
Münze mit dem Bild von Lüthold II. von Rötteln

Lüthold II. von Rötteln (* 1227 oder 1228; † 19. Mai 1316) war Dompropst und Elekt des Bistums Basel (als Bischof von Basel wäre er Lüthold III. gewesen). 1296 war er einer von zwei Kandidaten, die jeweils Teile des Domkapitels für sich gewinnen konnten, aber dann nach Intervention Papst Bonifatius’ VIII. zugunsten eines dritten Kandidaten (Peter von Aspelt) auf ihre Ansprüche verzichteten. Seine zweite Wahl durch das Kapitel im Jahr 1309 löste einen mehrjährigen Konflikt mit Papst Clemens V. aus: Dieser hatte bereits Gerhard von Wippingen ernannt und konnte ihn schließlich auch gegen den Widerstand von Stadt und Domkapitel durchsetzen. Fünf Jahre danach starb Lüthold, und mit ihm erlosch das Geschlecht der Herren von Rötteln im Mannesstamm. Die umfangreichen Besitzungen der Familie im Oberrheingebiet kamen an die Markgrafen von Hachberg-Sausenberg.

## Herkunft

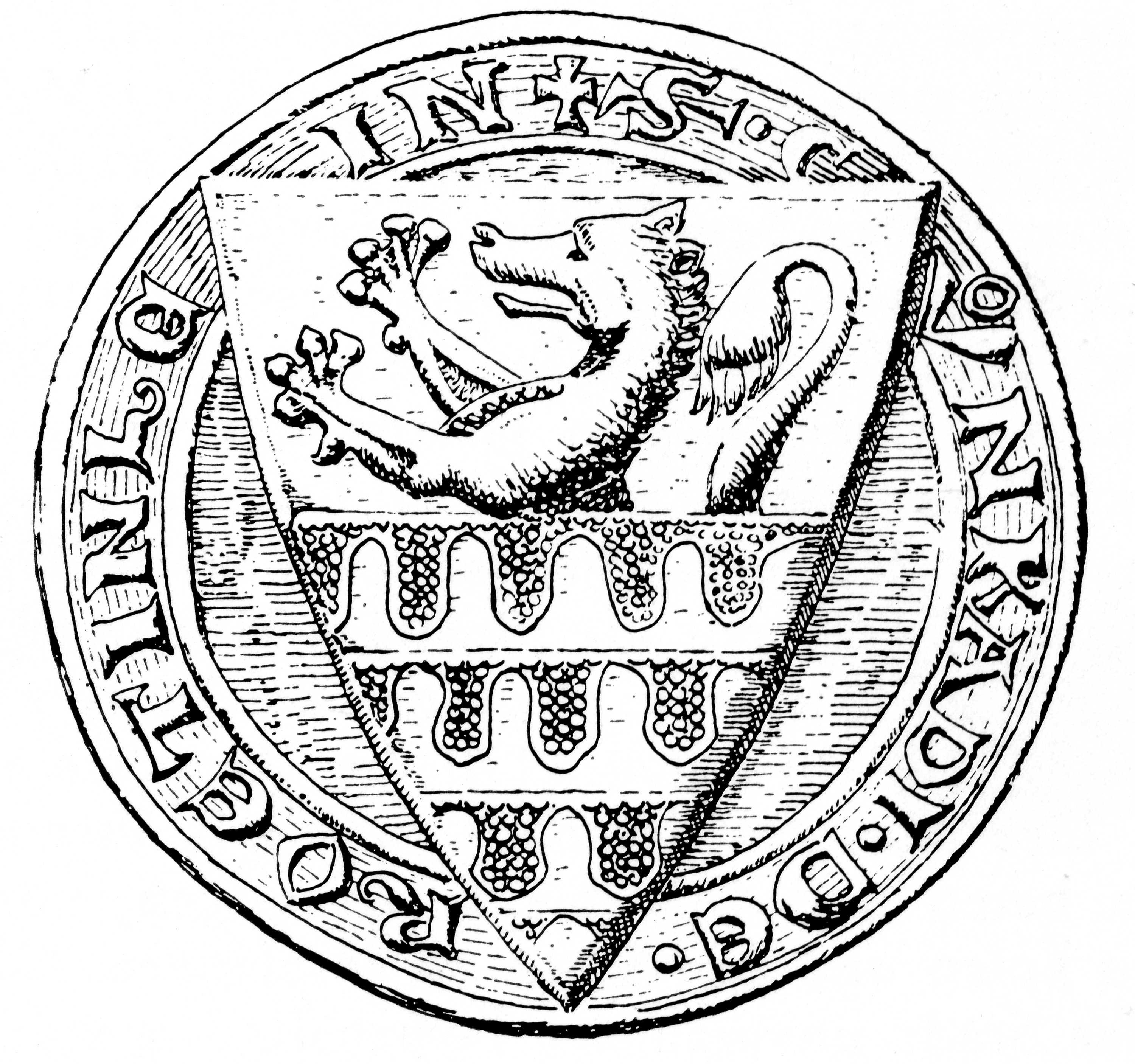
Siegel von Lütholds Vater Konrad mit dem Wappen der Familie

Lüthold entstammte der im heutigen Markgräflerland begüterten Familie der Herren von Rötteln, deren Burg oberhalb von Lörrach steht. Er war der älteste Sohn von Konrad von Rötteln, seine Mutter war eine Gräfin von Neuenburg. Lüthold hatte zwei jüngere Brüder, Otto und Walther (II.), und eine Schwester, die wahrscheinlich Liutgard hieß. Die Herren von Rötteln waren traditionell eng mit der Kirche verbunden: Für zwei seiner Vorfahren wird angenommen, sie seien auf Kreuzzügen umgekommen und zwei Brüder seines Vaters, Walther und Lüthold I. (als Bischof Lüthold II.), waren Bischöfe von Basel gewesen. Auch ein Bruder von Lütholds Mutter, Heinrich von Neuenburg, war in kirchlichen Diensten und wurde 1263 Bischof von Basel.

## Werdegang bis zur ersten Bischofswahl
Wie drei seiner Onkel trat auch Lüthold in das Basler Domkapitel ein, wo er 1241, noch während sein Onkel Lüthold II. dort Bischof ist, erstmals als Domherr genannt wird. 1256, unter Bischof Berthold von Pfirt wurde Lüthold Archidiakon im Frickgau, was mit den Weihen zum Subdiakon und Diakon verbunden war. 1272 wurde Lüthold von dem mit Bischof Heinrich von Neuenburg verfehdeten Rudolf von Habsburg gefangen genommen, als dieser die Burg Werrach bei Wehr eroberte. Dies war allerdings wahrscheinlich eher Ergebnis eines zufälligen Aufenthaltes auf der Burg, da Lüthold sonst in keiner Fehde als streitende Partei auftritt.
Bischof Heinrich von Neuenburg machte ihn 1277 zum Großdiakon und Erzpriester des Basler Münsters, 1286 erhielt er die Propstei von Moutier-Grandval und 1289 wählte ihn das Domkapitel zum Dompropst. In Lütholds Zeit als Basler Domherr fiel auch der Aufenthalt des Minnesängers Konrad von Würzburg in Basel. Konrad verfasste hier mehrere Werke, darunter die Legendendichtung „Silvester“, als deren Auftraggeber Lüthold gilt und der auch zweimal in dem Werk genannt wird.

## Erste Wahl zum Bischof 1296
1296 starb Bischof Peter I. Bei der Neubesetzung des Bischofsstuhles kam es im Kapitel zu einer Doppelwahl: Eine Fraktion der Domherren stimmte für Lüthold von Rötteln, eine andere für den Solothurner Propst Berthold von Rüti. Lüthold und Berthold zogen beide nach Rom und wandten sich an Papst Bonifatius VIII. Dieser bewegte die beiden Kandidaten dazu, auf ihre Wahl und die daraus resultierenden Ansprüche zu verzichten und ernannte stattdessen Peter von Aspelt zum Bischof. Lüthold kehrte daraufhin zu seinem Amt als Dompropst zurück. Die Umstände von Peters Besetzung scheinen dabei keine Auswirkungen auf die Zusammenarbeit der beiden Männer gehabt haben. Als Peter 1298 noch die Kanzlerschaft des Königreich Böhmens übernahm und deswegen die Diözese für längere Zeit verlassen musste, betraute er für die Zeit seiner Abwesenheit Lüthold mit der Verwaltung des Bistums.

## Bischofswahl 1309 und Bischofsstreit
Peter von Aspelt wurde 1306 Erzbischof von Mainz, woraufhin Papst Clemens V. den Touler Bischof Otto von Grandson als Nachfolger nach Basel versetzte. 1309 begab sich Otto als Teil einer Gesandtschaft König Heinrichs VII. an den päpstlichen Hof nach Avignon, wo er jedoch erkrankte und im Juli 1309 verstarb. Da Otto sich zum Zeitpunkt seines Todes in Sorgues, innerhalb der Bannmeile von Avignon befand, war es das Recht des Papstes, einen Nachfolger auszuwählen. Clemens V. sandte den Lausanner Bischof Gerhard von Wippingen nach Basel und ersetzte ihn in Lausanne durch Othon de Champvent. In der Zwischenzeit hatte jedoch auch das Basler Domkapitel gewählt und sich für Lüthold von Rötteln entschieden. Lüthold setzte sich nun auch an die Spitze des Bistums: Burgen und Güter des Stiftes wurden ihm übergeben, die Beamten des Bistums traten in seine Dienste, und auch die Bürgerschaft stellte sich auf seine Seite. Im Oktober 1309 gab Lüthold als „erwelter bischof ze basile“ der Stadt Kleinbasel eine Handfeste. Gerhard von Wippingen wandte sich an den Papst, der am 22. Januar 1310 eine Bulle ausstellte, in der er den Straßburger Bischof Johann I. und zwei weitere Geistliche damit beauftragte, die Versetzung Gerhards durchzusetzen. Den Basler Domherren und Lüthold setzte er ein Ultimatum, wonach Gerhard binnen acht Tagen als Bischof anerkannt sein sollte. Widrigenfalls treffe sie eine Abfolge von Strafen, die sich mit längerer Dauer des Ungehorsams verstärkte, und zu der unter anderem der Verlust jeglicher kirchlicher Pfründe, die Exkommunikation und das Interdikt gehörten. In ähnlicher Weise wurden auch die Vasallen des Bistums Basel aufgefordert, Lüthold nicht die Treue zu halten.
Auch diese Strafandrohung konnte das Domkapitel und Lüthold nicht zum Verzicht bewegen, und so verkündete Clemens V. in weiteren Bullen im Juni 1310, dass Lüthold, zahlreiche Domherren und Bürgermeister, Schöffen und Räte exkommuniziert seien und dass über Basel Bann und Interdikt verkündet seien. Offenbar mit zwei seiner Exekutoren unzufrieden, übertrug er neben dem Straßburger Bischof zwei weiteren Geistlichen diese Aufgabe, darunter dem Solothurner Propst Harmann von Nidau. Gleichzeitig zeigt sich in den päpstlichen Anordnungen aber auch eine erste Schwächung des Basler Widerstandes, denn mehrere Chorherren werden von den Strafen ausgenommen, da sie sich von Lüthold losgesagt hatten. Im November 1310 nahm der Papst einen weiteren sich unterwerfenden Domherren von den Strafen aus und erlaubte Gerhard von Wippingen, alle einlenkenden Kleriker von der Exkommunikation freizusprechen, mit Ausnahme besonders ranghoher Widerständler wie Lüthold von Rötteln oder den früheren Dekan Johann Kämmerer, deren Freisprechung sich der Papst selbst vorbehielt. Unterstützt von dem päpstlichen Exekutor Hartmann von Nidau, der den widerständigen Klerikern ihre Pfründen entzog und sie an andere verlieh, gelang es Gerhard dadurch, immer mehr im Bistum Fuß zu fassen. Darüber hinaus kam es unter den Gegnern Gerhards auch zu Streitigkeiten: Am 25. September 1310 war Lütholds Neffe Walther kinderlos gestorben. Lüthold und sein Neffe Rudolf von Hachberg-Sausenberg gerieten darüber in eine Auseinandersetzung mit der Familie der Münche, die bis dato auf Lütholds Seite gestanden hatte und die Anspruch auf einen Teil von Walthers Erbschaft erhob. Erst 1311 gelang es den Beteiligten, diesen Streit durch eine Schlichtung beizulegen. Diese Auseinandersetzung könnte also auch zur Beendigung des Bischofsstreites beigetragen haben.
Interessanterweise findet sich dabei kein feststehender „Endzeitpunkt“ für den nun schon rund zwei Jahre andauernden Streit: Nur in einem Fall, dem des Chorherren und Priesters Burchard von Kolmar, ist ein päpstlicher Freispruch vom Juli 1311 überliefert. Ein solcher fehlt für Lüthold von Rötteln, allerdings urkundete er im Juli 1311 und danach wieder als Basler Dompropst, und nicht mehr als Erwählter zu Basel. Gerhard von Wippingen bestätigte außerdem im Jahr 1312 die Siechenhaus-Statuten, die Lüthold 1308 für seine Propstei Moutier-Grandval erlassen hatte, und 1313 urkundeten Gerhard und Lüthold gemeinsam, wobei letzterer als Propst und „ehrenwerter Mann“ bezeichnet wird. Eine ähnliche Aussöhnung erfolgte auch zwischen Gerhard und Johann Kämmerer, die 1314 gemeinsam urkundeten. Das Interdikt über den Basler Dom wurde allerdings wohl erst mehrere Jahre später aufgehoben.

## Regelung der Röttler Erbschaft

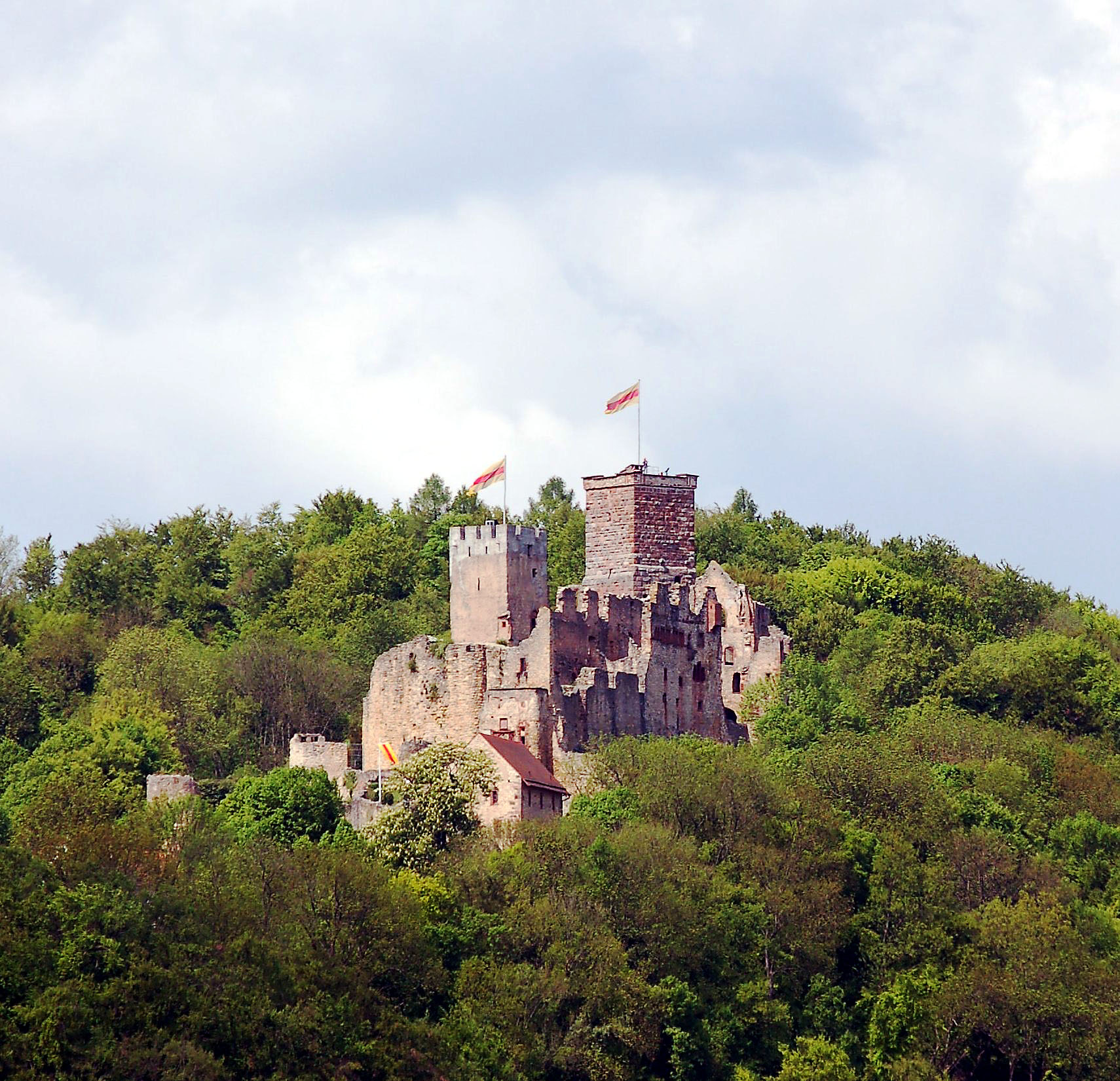
Die Burg Rötteln kam mit der gesamten Herrschaft Rötteln nach Lütholds Tod an die Markgrafen von Hachberg-Sausenberg.

Zum Zeitpunkt des Basler Bischofsstreites war Lüthold bereits mehr als 80 Jahre alt und hatte seine beiden jüngeren Brüder überlebt, Walther II. war in den 1270er oder 1280er Jahren, Otto entweder um 1305 oder 1310 gestorben. Ottos Sohn Walther III. erbte den Anteil seines Vaters an der Herrschaft Rötteln und verwaltete diese gemeinsam mit seinem Onkel Lüthold. Er starb jedoch kinderlos bereits 1310, als letzter weltlicher Herr des Hauses Rötteln. Sein Teil des Röttler Besitzes kam an seine Schwester und ihren Mann, Markgraf Rudolf von Hachberg-Sausenberg. Lüthold kümmerte sich nun zunächst federführend um die Verwaltung der Hausgüter, band Rudolf dabei jedoch immer mehr ein. Rudolf starb jedoch um 1313 und hinterließ die drei minderjährigen Söhne Otto, Rudolf II. und Heinrich. Bis zur Volljährigkeit des ältesten Erben Heinrich im Jahr 1315 übernahm Lüthold wieder die Verwaltung der Herrschaft. Im Juli desselben Jahres, inzwischen fast schon 90 Jahre alt, verzichtete Lüthold auf seine Pfründen und Propsteien, und am 18. Dezember schenkte er Heinrich seinen gesamten Besitz, vorbehaltlich einer lebenslangen Nutzniessung. Damit ging die Herrschaft Rötteln geschlossen an die Markgrafen von Hachberg-Sausenberg über. Rund ein halbes Jahr später, am 19. Mai 1316, starb Lüthold als letztes männliches Glied derer von Rötteln.

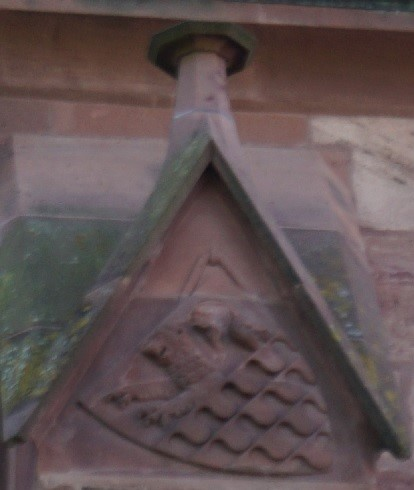
Röttler Wappen an der Fassade der Marienkapelle des Basler Münsters

Beigesetzt wurde er in der Marienkapelle des Basler Münsters. Diese wurde von Lütholds Onkel, Bischof Heinrich von Neuenburg, gestiftet. An den Strebepfeilern der nördlichen Außenwand der Marienkapelle sind die Wappen der Grafen von Neuenburg und der Edelfreien von Rötteln angebracht. Über den Fenstern ist an der Außenwand zweimal das Wappen der Freiherren von Gösgen angebracht, da der Domherr Konrad von Gösgen (auch Göskon) mutmaßlich einen provisorischen Vorgängerbau der Kapelle neu überbauen ließ. Lüthold war ein Onkel des Konrad von Gösgen. Außer den schriftlichen Nachrichten und dem Wappen am Strebepfeiler deutet nichts mehr auf Lütholds Grab hin. Schon in einer Beschreibung von 1788 heißt es: „… von seinem Grab ist nun nichts mehr zu sehen.“

### Historischer Roman
- Käthe Papke: Die Letzten von Rötteln – historische Erzählung, Christliches Verlagshaus GmbH, Stuttgart 1957.